# Jiří Datel Novotný
Jiří Datel Novotný (ur. 8 kwietnia 1944 w Taborze, zm. 27 sierpnia 2017 w Pradze) – czeski aktor filmowy, teatralny i telewizyjny oraz scenarzysta i reżyser filmów dokumentalnych.
Absolwent szkoły hotelarskiej w Mariańskich Łaźniach, w 1981 ukończył zaoczne studia reżyserii filmów dokumentalnych na Wydziale Filmowym i Telewizyjnym Akademii Sztuk Scenicznych w Pradze. Od 1969 do 1997 był związany z praskim teatrem Semafor.

## Filmografia
- 1971: A więc żegnaj! (Takže ahoj) – kochanek z fajką
- 1979: Arabela – portier hotelowy Adamec (serial TV)
- 1982: Hotel Polanów i jego goście (Hotel Polan und seine Gäste) – Juraj
- 1983: Zbyt późne popołudnie Fauna (Faunovo velmi pozdní odpoledne)
- 1983: Goście (Návštěvníci) – dr Jacques Michell / Michal Noll (serial TV)
- 1984: Elektroniczne babcie (Babičky dobíjejte přesně!) – dźwiękowiec TV, informator Biotexu
- 1985: Ślady wilczych zębów (Zánik samoty Berhof) – pisarz sztabowy
- 2003: Ijung gancheob – Sean Howard
- 2003: Hitler: Narodziny zła (Hitler: The Rise of Evil) – Von Lossow
- 2006: Czeski numer (Slumming) – mały człowiek w Znojmie